# Rorippa mandonii
Rorippa mandonii là một loài thực vật có hoa trong họ Cải. Loài này được (E. Fourn.) Mart.-Laborde miêu tả khoa học đầu tiên năm 1985.